# Де Брёйн, Корри
Корри де Брёйн (нидерл. Corrie de Bruin; род. 26 октября 1976, Дордрехт, Южная Голландия) — нидерландская легкоатлетка, специалистка по метанию диска и толканию ядра. Выступала за сборную Нидерландов по лёгкой атлетике в 1990-х годах, чемпионка мира и Европы среди юниорок, победительница молодёжного европейского первенства, обладательница бронзовой медали чемпионата Европы в помещении, серебряная и бронзовая призёрка Универсиад, многократная победительница и призёрка первенств национального значения, действующая рекордсменка страны в толкании ядра в закрытых помещениях и на открытом стадионе, участница летних Олимпийских игр в Атланте.

## Биография
Корри де Брёйн родилась 26 октября 1976 года в городе Дордрехт провинции Южная Голландия. Пошла по стопам своего старшего брата Эрика, добившегося больших успехов в толкании ядра и метании диска.
Впервые заявила о себе в лёгкой атлетике на международном уровне в сезоне 1993 года, когда вошла в состав нидерландской национальной сборной и выступила на юниорском европейском первенстве в Сан-Себастьяне, где стала бронзовой призёркой в толкании ядра и одержала победу в метании диска.
В 1994 году на юниорском мировом первенстве в Лиссабоне заняла четвёртое место в толкании ядра и завоевала золото в метании диска. На взрослом чемпионате Европы в Хельсинки ни в одной из дисциплин выйти в финал не смогла.
В 1995 году закрыла десятку сильнейших толкательниц ядра на чемпионате мира в помещении в Барселоне, победила в обеих дисциплинах на юниорском европейском первенстве в Ньиредьхазе, приняла участие в чемпионате мира в Гётеборге. Будучи студенткой, представляла Нидерланды на Универсиаде в Фукуоке, где взяла бронзу в толкании ядра и стала четвёртой в метании диска.
Благодаря череде удачных выступлений удостоилась права защищать честь страны на летних Олимпийских играх 1996 года в Атланте — в толкании ядра не стартовала, тогда как в метании диска показала результат 55,48 метра, чего оказалось недостаточно для выхода в финал.
После атлантской Олимпиады де Брёйн осталась действующей спортсменкой на ещё один олимпийский цикл и продолжила принимать участие в крупнейших международных стартах. Так, в 1997 году она заняла 12-е место среди толкательниц ядра на чемпионате мира в помещении в Париже, получила серебряную и золотую награды в толкании ядра и метании диска на молодёжном европейском первенстве в Турку, выиграла серебряную медаль в толкании ядра на Универсиаде в Катании — уступила здесь только россиянке Ирине Коржаненко.
В феврале 1998 года с ныне действующим национальным рекордом Нидерландов (18,97) стала бронзовой призёркой на чемпионате Европы в помещении в Валенсии. Летом на домашних соревнованиях в Арнеме также установила ныне действующий рекорд Нидерландов в толкании ядра на открытом стадионе — 18,87 метра, а на турнире в Гронингене обновила личный рекорд в метании диска — до 63,88 метра. На чемпионате Европы в Будапеште с результатом 18,28 заняла в толкании ядра седьмое место.
Завершила спортивную карьеру по окончании сезона 2001 года.